# Pablo Sánchez López

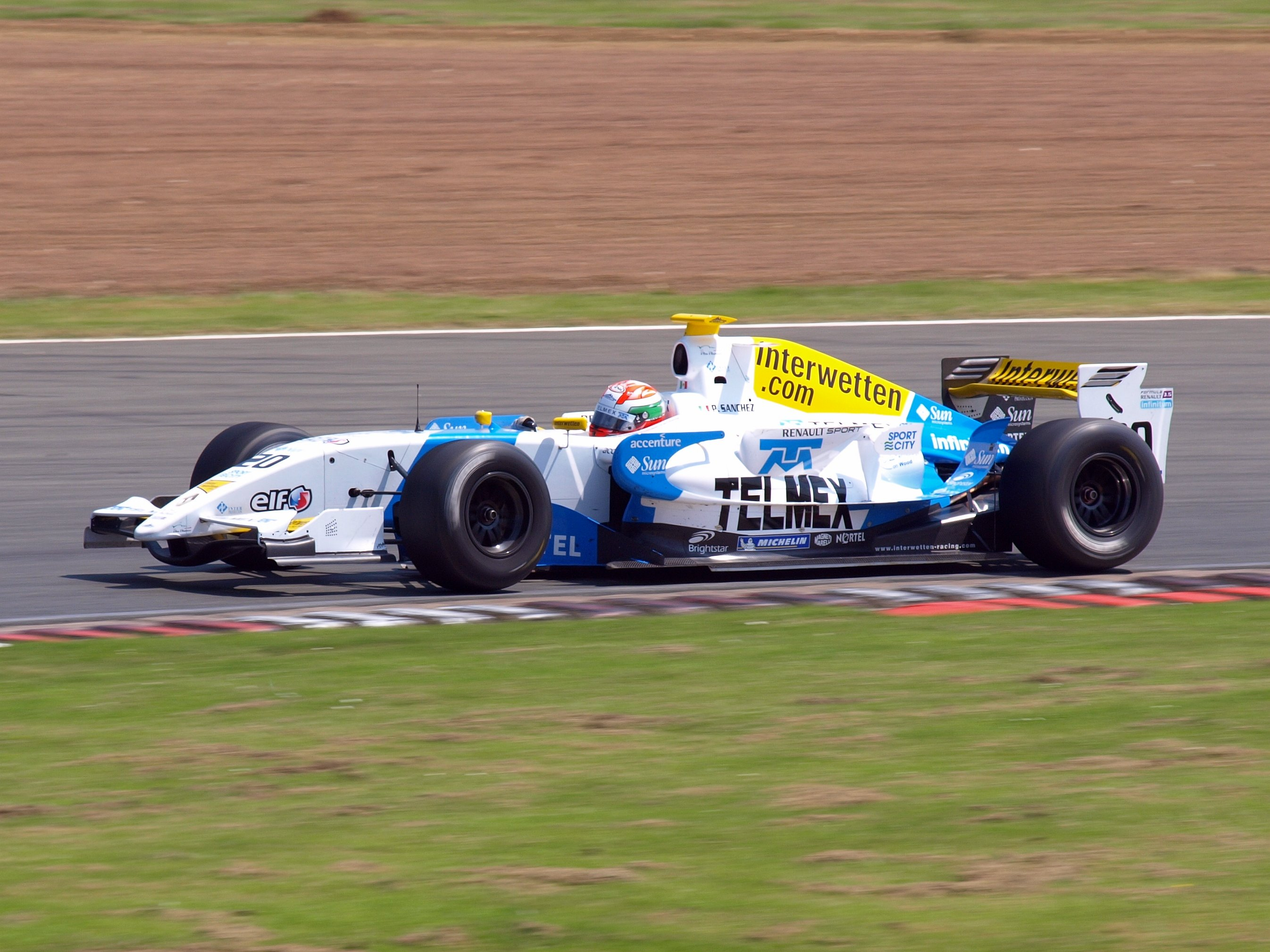
Pablo Sánchez López i Formula Renault 3.5 Series 2008 på Silverstone Circuit.

Pablo Sánchez López, född 9 februari 1990 i Mexico City, är en mexikansk racerförare.

## Racingkarriär
| År                                               | Klass/Mästerskap                        | Team                      | Bil                      | Totalt/poäng | Bästa placering                 |
| ------------------------------------------------ | --------------------------------------- | ------------------------- | ------------------------ | ------------ | ------------------------------- |
| 2004/2005                                        | Skip Barber Southern Regional Series    | ?                         | ?                        | 31:e/60p     | ?                               |
| 2005                                             | Skip Barber National Championship       | ?                         | ?                        | 14:e/41p     | ?                               |
| 2005                                             | Skip Barber Mid Western Regional Series | ?                         | ?                        | 10:a/225p    | ?                               |
| 2006                                             | Formula Renault 2.0 Eurocup             | BVM Motorsport            | Tatuus FR2000 (Renault)  | -/0p         | Två tolfteplatser               |
| 2006                                             | Formula Renault 2.0 Italia              | BVM Minardi               | Tatuus FR2000 (Renault)  | 16:e/26p     | 6:a på Monza (Race 1)           |
| 2007                                             | International Formula Master            | Alan Racing               | ?                        | 3:a/50p      | Två segrar                      |
| 2007                                             | Italienska F3-mästerskapet              | Alan Racing               | Dallara F304 (Opel)      | 3:a/84p      | Tre segrar                      |
| 2008                                             | International Formula Master            | Cram Competition          | Formula S2000 (Honda)    | 12:a/14,5p   | 2:a i Brno (Race 2)             |
| 2008                                             | Formula Renault 3.5 Series              | Interwetten.com           | Dallara FR35 (Renault)   | 17:e/18p     | 4:a på Monza (Race 1)           |
| 2009                                             | Formel 1 - Testförare                   | Scuderia Ferrari Marlboro | Ferrari F60              |              |                                 |
| 2009                                             | Italienska F3-mästerskapet              | Alan Racing Team          | Mygale M-09F3 (Fiat)     | 3:a/155p     | Fyra segrar                     |
| 2010                                             | GP3 Series                              | Addax Team                | Dallara GP3/10 (Renault) | 30:e/0p      | 9:a på Valencia Street (Race 2) |
| Senast uppdaterad: 2010-10-07 (5175 dagar sedan) |                                         |                           |                          |              |                                 |